# Lowville (hrabstwo Lewis)
Lowville – wieś w Stanach Zjednoczonych, w stanie Nowy Jork, w hrabstwie Lewis.